# Casa dels Esclaus
La Casa dels Esclaus és una casa museu gestionada per la UNESCO a l'Île de Gorée (Dakar, Senegal). El recinte, que es feu servir com a mercat d'esclaus i magatzems on concentrar-los i repartir-los camí del continent americà, conserva l'estructura del segle xviii i mostra amb tota la cruesa les diferents habitacions on eren amuntegats i separats homes, dones i infants. Una senzilla museografia ens mostra alguns objectes relacionats amb l'esclavitud (documents, grillons...), i un seguit de plafons ens contextualitzen la història relacionada amb el colonialisme, l'esclavitud i el racisme. Un dels elements commemoratius més evocadors de la Casa dels Esclaus és l'anomenada Porta sense retorn, el darrer espai a l'Àfrica que els esclaus creuaven abans de ser enviats al continent americà sense possibilitat de retornar mai més a la seva terra. Membre de la Coalició Internacional d'Espais de Consciència (www.sitesofconscience.org).

## Context
L'ocupació espanyola d'Amèrica i el llarg procés d'ocupació i repartiment dels amplíssims territoris americans entre les principals potències europees durant l'Edat Moderna, provoca una brutal caiguda de la població indígena americana, ja sigui per malalties portades pels europeus o per l'assassinat de milers de grups de població autòctona. La necessitat de les potències europees d'explotació econòmica del continent americà evidencia que els calia molta més mà d'obra que la que existia en aquell continent. El mercat d'esclaus que hi havia a l'Àfrica s'incrementà de manera exponencial des del segle xvi al xviii i foren, com a mínim, 10 milions les persones esclaves africanes enviades a Amèrica. El recorregut habitual dels esclaus era de les costes occidentals de l'Àfrica a les colònies americanes, essent precisament l'illa de Gorée un dels principals mercats d'esclaus del món en l'Edat Moderna. La justificació d'aquest esclavatge no s'entén si no tenim en compte la ideologia racista que sustenta el raonament de la tràfic de persones. El segrest de milions de persones d'Àfrica per dur-les a Amèrica i l'espoliació de riqueses americanes cap a Europa va suposar un augment de les diferències econòmiques entre diferents regions del món que molt sovint han estat adduïdes per explicar el subdesenvolupament de determinades zones del planeta i el domini europeu arreu del món.